# Ocú
Ocú is een plaats en gemeente (in Panama un distrito genoemd) in de provincie Herrera in Panama. In 2015 was het inwoneraantal 16.300.
De gemeente bestaat uit devolgende acht deelgemeenten (corregimiento): Ocú (de hoofdplaats, cabecera), Cerro Largo, El Tijeras, Entradero del Castillo, Llano Grande, Los Llanos, Menchaca (sedert 2003) en Peñas Chatas.